# Gliese 581
Désignations
Gliese 581 est une étoile naine rouge située dans la constellation de la Balance à 20,5 années-lumière du Système solaire,.
Il s'agissait en janvier 2009 de la 87e plus proche étoile connue. Six exoplanètes ont été détectées autour de Gliese 581 dont deux, Gliese 581 c et Gliese 581 d, sont les premières exoplanètes à avoir été trouvées dans la zone habitable de leur étoile. L'existence de Gliese 581 d, g et f est néanmoins mise en doute en juillet 2014, car les signaux ayant permis de les découvrir ne seraient que des artefacts liés à l'activité magnétique de l'étoile.

## Étoile
Gliese 581 est une naine rouge de type spectral M3V. Ce type d'étoile possède une masse nettement plus faible que celle du Soleil (un tiers dans le cas de Gliese 581), provoquant un taux de fusion de son hydrogène plus faible à l'intérieur de son noyau. En conséquence, la luminosité totale de Gliese 581 n'est que 1,3 % celle du Soleil.
Gliese 581 est une étoile variable de type BY Draconis, c'est-à-dire une étoile dont la luminosité fluctue à cause de variations de celle de sa photosphère, combinées à la rotation axiale de l'étoile. Gliese 581 subit des changements à long terme de sa luminosité, de l'ordre d'une demi magnitude. À court terme, elle varie au plus de 0,006 magnitude.

## Désignation
Le nom le plus courant de l'étoile est Gliese 581, qui fait référence à sa désignation dans le catalogue Gliese qui recense des étoiles proches. Parmi les autres désignations de l'étoile : BD-07° 4003 (Bonner Durchmusterung, première publication connue la mentionnant) ou HO Librae (désignation d'étoile variable).

## Âge
Le système Gliese 581 a un âge évalué à 4,3 milliards d'années. À titre de comparaison, l'âge estimé du Système solaire est de 4,57 milliards d'années.

## Système planétaire

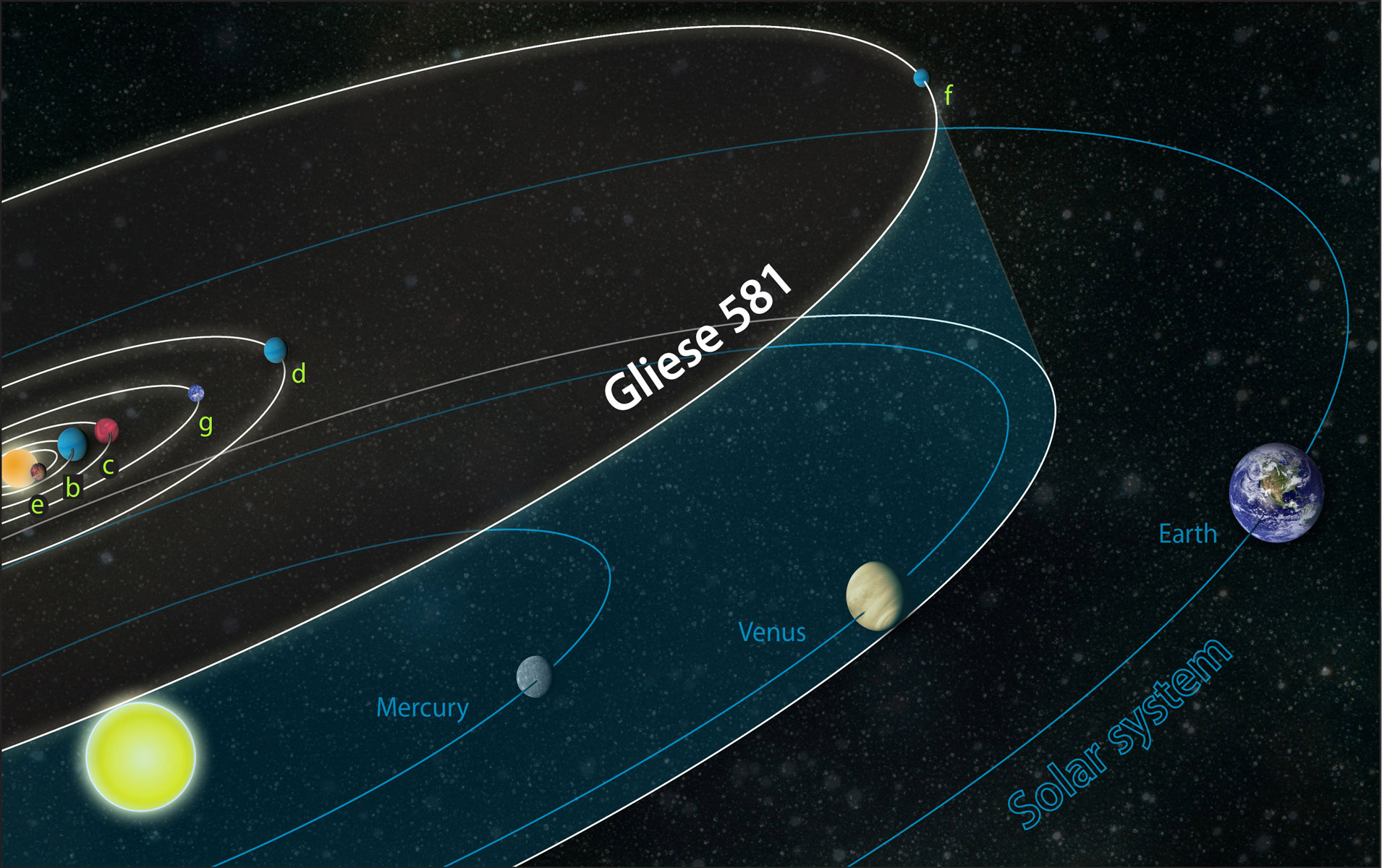
Comparaison du système planétaire Gliese 581 avec le Système solaire.

### Généralités
Gliese 581 possède un système planétaire constitué de six exoplanètes. L'existence de trois d'entre elles (Gliese 581 d, g et f) est mise en doute. L'existence des planètes f et g est un sujet à discussion au sein de la communauté astronomique et elles apparaissent sur la liste des compagnons non confirmés dans L'Encyclopédie des planètes extrasolaires.
Note : les planètes sont dans la suite présentées dans l'ordre de distance croissante à l'étoile centrale, ce qui n'est pas l'ordre alphabétique (correspondant à l'ordre de découverte). Merci de se référer au tableau résumé suivant :
| Planète                      | Masse    | Demi-grand axe (ua) | Période orbitale (jours) | Excentricité | Inclinaison | Rayon   |
| ---------------------------- | -------- | ------------------- | ------------------------ | ------------ | ----------- | ------- |
| Gliese 581 e                 | 2,24 M🜨  | 0,03                | 3,149 4                  | 0 (fixé)     |             | 1,34 R🜨 |
| Gliese 581 b                 | 18,36 M🜨 | 0,04                | 5,368 7                  | 0 (fixé)     |             | 4,65 R🜨 |
| Gliese 581 c                 | 6,24 M🜨  | 0,07                | 12,929                   | 0,17 ± 0,07  |             | 2,08 R🜨 |
| Gliese 581 g (non confirmée) | 3,17 M🜨  | 0,146               | 36,652                   | 0 (fixé)     |             |         |
| Gliese 581 d (douteuse)      | 6,98 M🜨  | 0,22                | 66,8                     | 0,38 ± 0,09  |             | 2,20 R🜨 |
| Gliese 581 f (non confirmée) | 7,31 M🜨  | 0,758               | 433                      | 0 (fixé)     |             |         |

### Gliese 581 e
Gliese 581 e est la planète la plus proche de l'étoile centrale, à seulement trois centièmes d'unité astronomique et une période de révolution de 3,15 jours. Avec une masse environ deux fois supérieure à celle de la Terre, Gliese 581 e était au moment de son annonce le 21 avril 2009 la plus petite exoplanète connue orbitant autour d'une étoile de la séquence principale. Elle a été découverte par Michel Mayor et son équipe à l'Observatoire de Genève.

### Gliese 581 b
Gliese 581 b est une planète de masse comparable à Neptune (16 fois la masse de la Terre) et évoluant autour de l'étoile en 5,4 jours.

### Gliese 581 c

Les orbites du système planétaire de Gliese 581

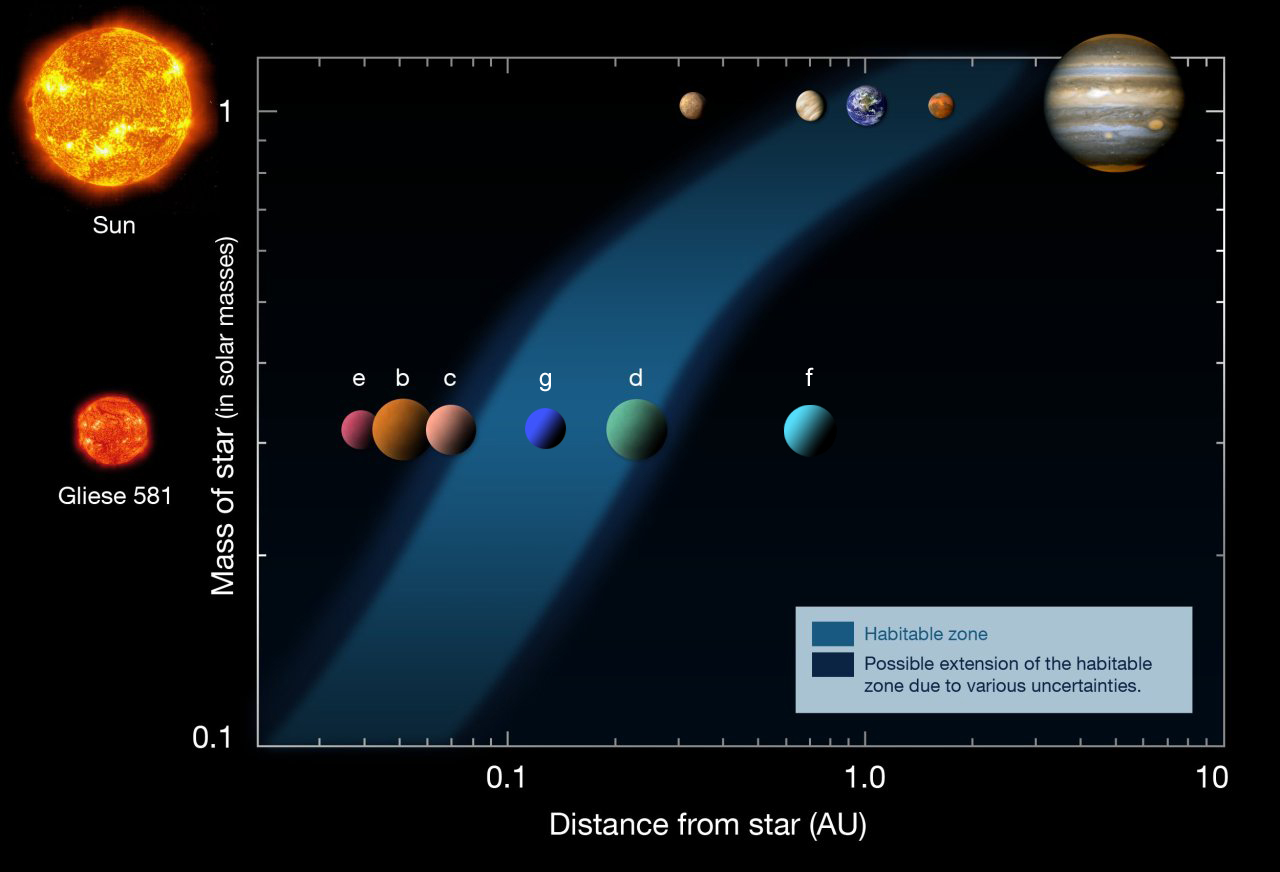
Représentation des orbites des planètes découvertes en 2008 et de la zone habitable de Gliese 581.

Gliese 581 c est une possible exoterre. Elle est 5 fois plus massive que la Terre et pourrait avoir une densité semblable à cette dernière si son rayon était environ 2 fois plus grand. La gravité à sa surface est similaire à celle à la surface de notre planète. Elle parcourt son orbite autour de Gliese 581 en 13 jours, à une distance d'environ 10 millions de kilomètres ; elle en est donc 14 fois plus proche que l'est la Terre du Soleil.
La température moyenne de la surface de la planète est estimée entre -3 °C (pour un albédo comparable à Vénus) et 40 °C (pour un albédo similaire à la Terre). Gliese 581 étant une naine rouge considérablement moins lumineuse que le Soleil, la température de Gliese 581 c reste peu élevée malgré sa faible distance. De fait, la planète est située à l'intérieur de la zone habitable du système planétaire.
On pense que Gliese 581 c est une planète tellurique, éventuellement recouverte d'océans. Il est également possible que le système planétaire ait subi une migration orbitale par le passé, que Gliese 581 c se soit formée bien plus loin et possède une composition similaire à un corps glacé comme Ganymède.
La découverte de Gliese 581 c a été annoncée le 24 avril 2007 par l'équipe de Stéphane Udry, de l'Observatoire de Genève. Cette équipe, déjà responsable de la découverte de Gliese 581 b en 2005, regroupe des astronomes suisses, français et portugais. Elle a utilisé pour cette découverte le spectrographe HARPS installé sur le télescope de 3,6 mètres de l'observatoire européen austral (ESO) à La Silla (Chili).

### Gliese 581 g
Avec une masse d'environ 3,1 à 4,3 masses terrestres et un rayon de 1,2 à 1,5 fois celui de la Terre, Gliese 581 g devient au moment de son annonce le 29 septembre 2010, l'exoplanète possédant la plus haute probabilité d'abriter des formes de vie,. Elle se situe en effet à 0,146 UA dans la zone habitable, possède une température moyenne de −12 à −31 °C, et présente la possibilité de retenir une atmosphère. Elle a été découverte par les équipes de Steven Vogt à l'Université de Californie à Santa Cruz et de Paul Butler de la Carnegie Institution à Washington.
Comme pour Gliese 581 f, aucune confirmation n'a été possible avec les outils les plus sophistiqués et l'existence de cette planète est également très douteuse (annonce du 10 octobre 2010). En effet, en juillet 2014, l'existence de cet objet céleste a été remis en cause par des chercheurs de l'université de Pennsylvanie.

### Gliese 581 d
Gliese 581 possède une troisième planète, Gliese 581 d, de 7 fois la masse de la Terre et tournant autour de l'étoile en 67 jours. Elle est, en avril 2009, la première planète considérée comme potentiellement habitable. En juillet 2014, l'existence de cet astre a été contestée par des chercheurs de l'université de Pennsylvanie.

### Gliese 581 f
Depuis 2009, une autre planète était suspectée autour de Gliese 581. Elle a été confirmée le 29 septembre 2010 en même temps que Gliese 581 g. Située à 0,758 UA de son étoile, elle effectue sa révolution autour de Gliese 581 en 433 jours et sa masse est estimée à 7 fois celle de la Terre.
Cependant une équipe européenne utilisant des méthodes plus sophistiquées que les Américains n'a pas trouvé trace de cette planète, ce qui remet en cause son existence.

## Message de la Terre
Le 9 octobre 2008 à 6 h 0, un signal radio, intitulé A Message from Earth (Un message de la Terre), est émis en direction de l’étoile Gliese 581, à destination notamment de la planète Gliese 581 c. Le système Gliese 581 se trouvant à environ 20,5 années-lumière de la Terre, le signal n’arrivera à destination qu’au printemps 2029. Une éventuelle réponse ne reviendrait sur Terre pas avant l’automne 2049.
Le signal est une capsule temporelle contenant 501 messages sélectionnés par Bebo. Il a été émis par le radiotélescope d'Eupatoria de l’Agence spatiale nationale d'Ukraine.